# .am
.am és l'actual domini de primer nivell territorial (ccTLD) d'Armènia. Està administrat per la Internet Society d'Armènia (ISOC-AM).
Introduït el 1994, està obert a qualsevol ciutadà del món encara que no tingui vincles amb Armènia. Sovint aquest domini és aprofitat per les emissores de ràdio que emeten en la freqüència .am.
Les lleis d'Armènia prohibeixen que els seus noms de domini siguin utilitzats per a llocs web de spam, pornografia o terrorisme.